# Südfall
Südfall (dänisch: Sydfald) ist eine Hallig im Wattenmeer an der Nordseeküste im Westen von Schleswig-Holstein. Sie hat eine Größe von 0,56 km² und gehört verwaltungsmäßig zur Gemeinde und Gemarkung Pellworm. Die Hallig ist verpachtet und wird von März bis November von zwei Personen bewohnt. Südfall wird seit 1957 vom Verein Jordsand betreut. Die Hallig steht seit 1959 unter Naturschutz und gehört heute zur Schutzzone 1 im Nationalpark Schleswig-Holsteinisches Wattenmeer.

## Geschichte
Vor der 1. Groten Mandränke 1362 gehörte das Gebiet der heutigen Hallig zur Edomsharde in der damaligen Landschaft Strand. Durch diese Flut entstanden die Halligen Südfall, Nübell (oder Nubel) und Nielandt. 1633 wurde Südfall vermessen, da man plante, die Halligen in die Abdämmung der Norderhever einzubeziehen. Südfall war damals etwa 4 km lang und 600 ha groß. Die Burchardiflut 1634, die Strand vernichtete, machte auch diese Pläne zunichte und verkleinerte die Hallig stark. Nübell ging in der Flut unter, Südfall blieb aber weiterhin bewohnt. Nachdem nun Südfall immer kleiner geworden war, zogen die Bewohner nach Nielandt und nannten es Südfall. Die Bewohner lebten von Landwirtschaft, Fischerei, Salztorfabbau und gelegentlichem Strandraub.
Am 3. und 4. Februar 1825 wurde die nahezu gesamte damalige Bewohnerschaft von noch zwölf Familien in der sogenannten Halligflut ausgelöscht. Die drei Warften im Westen versanken und die Fläche der Hallig wurde um die Hälfte reduziert. Die heutige Warft wurde 1828 errichtet. In der Folgezeit wechselte die Hallig mehrfach den Besitzer.
1910 erwarb die Gräfin Diana von Reventlow-Criminil († 1953) die Insel, um dort ihren Lebensabend zu verbringen. Danach lief eine 50-jährige Pacht unter der Familie Dethleffsen. 1921 entdeckte der Nordstrander Andreas Busch Reste von Schleusenanlagen in der Nähe von Südfall im Watt. Er kartierte das Gebiet und fand viele Kulturspuren wie Brunnen, Äcker, Wege und Gräben. Auf Grund dieser Funde und 2023 bekannt gewordener Forschungsergebnisse wird angenommen, dass die untergegangene Siedlung Rungholt vom 13. bis zum 14. Jahrhundert unweit von Südfall gelegen hat. Seit 1960 ist die durchschnittliche Zahl der Überflutungen im Jahr von rund 30 auf etwa 70 angestiegen.

## Gegenwart
Auf der einzigen Warft im Westen der Hallig befindet sich ein Wohnhaus mit Nebengebäuden, in denen eine Vogelschutzstation und die SAR-Wache/Funkstation der DGzRS Südfall untergebracht sind.
Die Bewirtschaftung erfolgt durch einen Wasserbauer und seine Ehefrau.

## Verkehr
Der Zugang zur Hallig Südfall kann von Nordstrand per Pferdekutsche erfolgen. Zu Fuß ist ein Betreten der Hallig nur im Rahmen der vom Nationalparkamt genehmigten Führungen übers Watt möglich. Darüber hinaus ist die Hallig im Sommer von Pellworm per Schiff erreichbar.

## Natur
Die Hallig hat einen Hauptpriel, der im Westen beginnt und mit einigen Windungen den Kleiboden durchschneidet, bis er sich im Osten mit einer weiten Mündung zum Watt hin ergießt. Dieser Priel wurde bereits im Mittelalter als „Großer Rünnel“ in Kartendarstellungen angegeben.
Die Salzwiesen der Hallig werden nur teilweise beweidet. Daher gibt es dort große Vorkommen an Salzpflanzen wie Strand-Grasnelke, Strand-Beifuß, Strandflieder und Strand-Aster.
Südfall ist bedeutender Brutplatz für Seevögel. Hervorzuheben sind hier z. B. die Löffler, Zwergseeschwalben und Mantelmöwen. Darüber hinaus dient die Hallig als Rast- und Nahrungsplatz für die Zugvögel in Herbst und Frühjahr. Als Äsungsareal für Ringelgänse entlastet Südfall so entsprechende Flächen auf den umliegenden Inseln und dem Festland.
Das Watt um Südfall ist Grabungsschutzgebiet, um ein Zerstören von Kulturspuren zu verhindern.

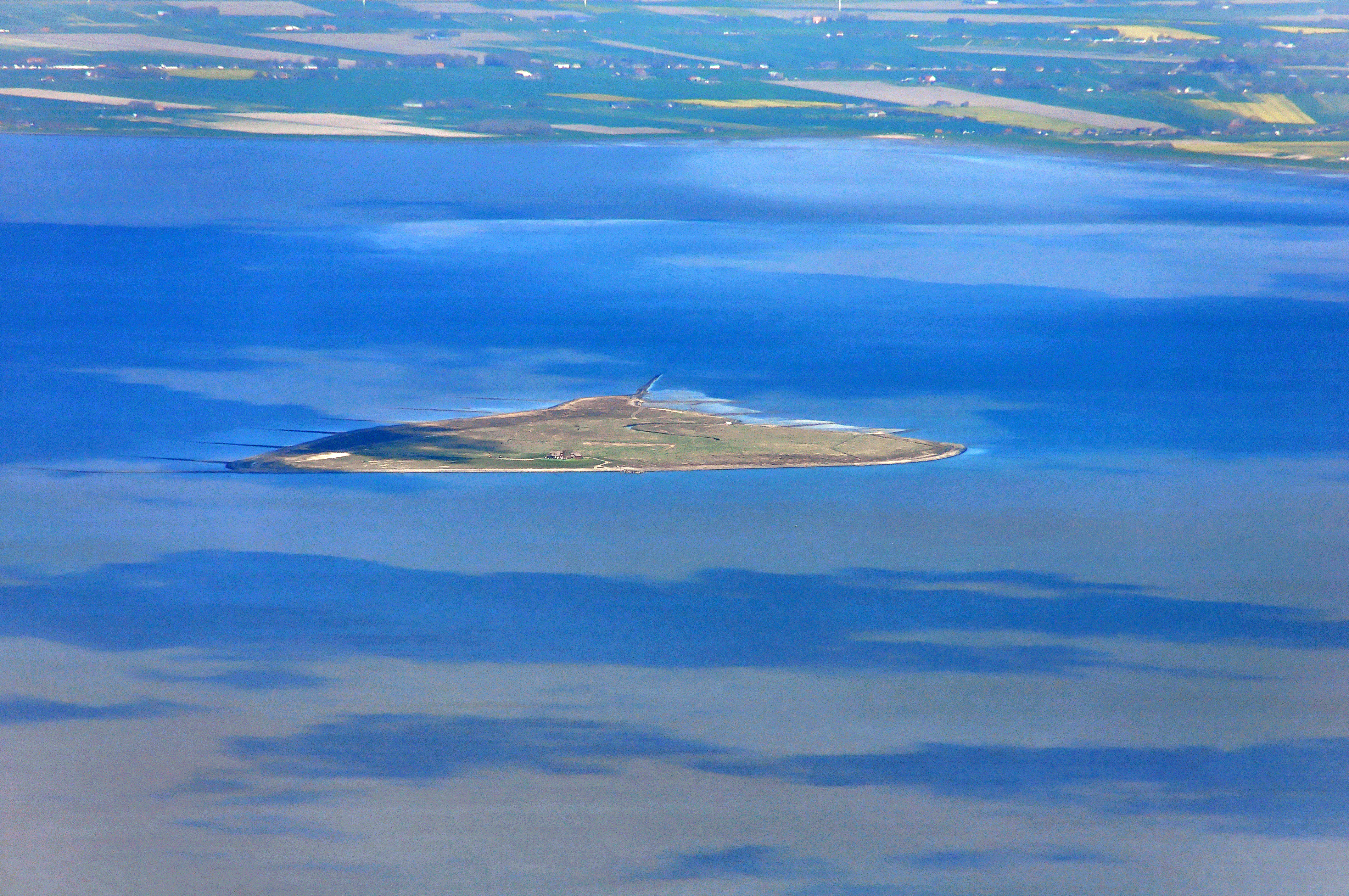
Hallig Südfall
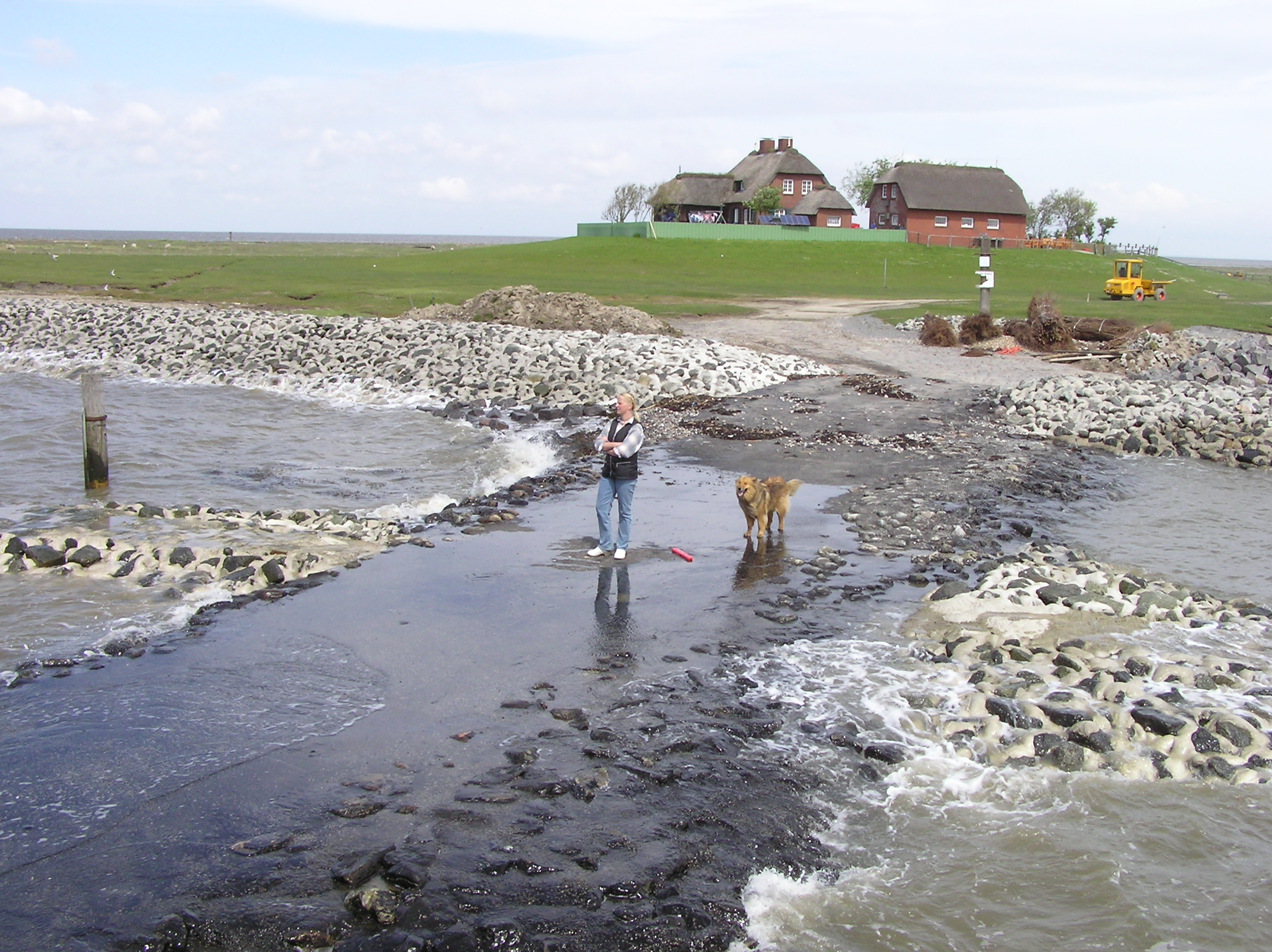
Blick auf die Warft und das Wohngebäude von Südwest
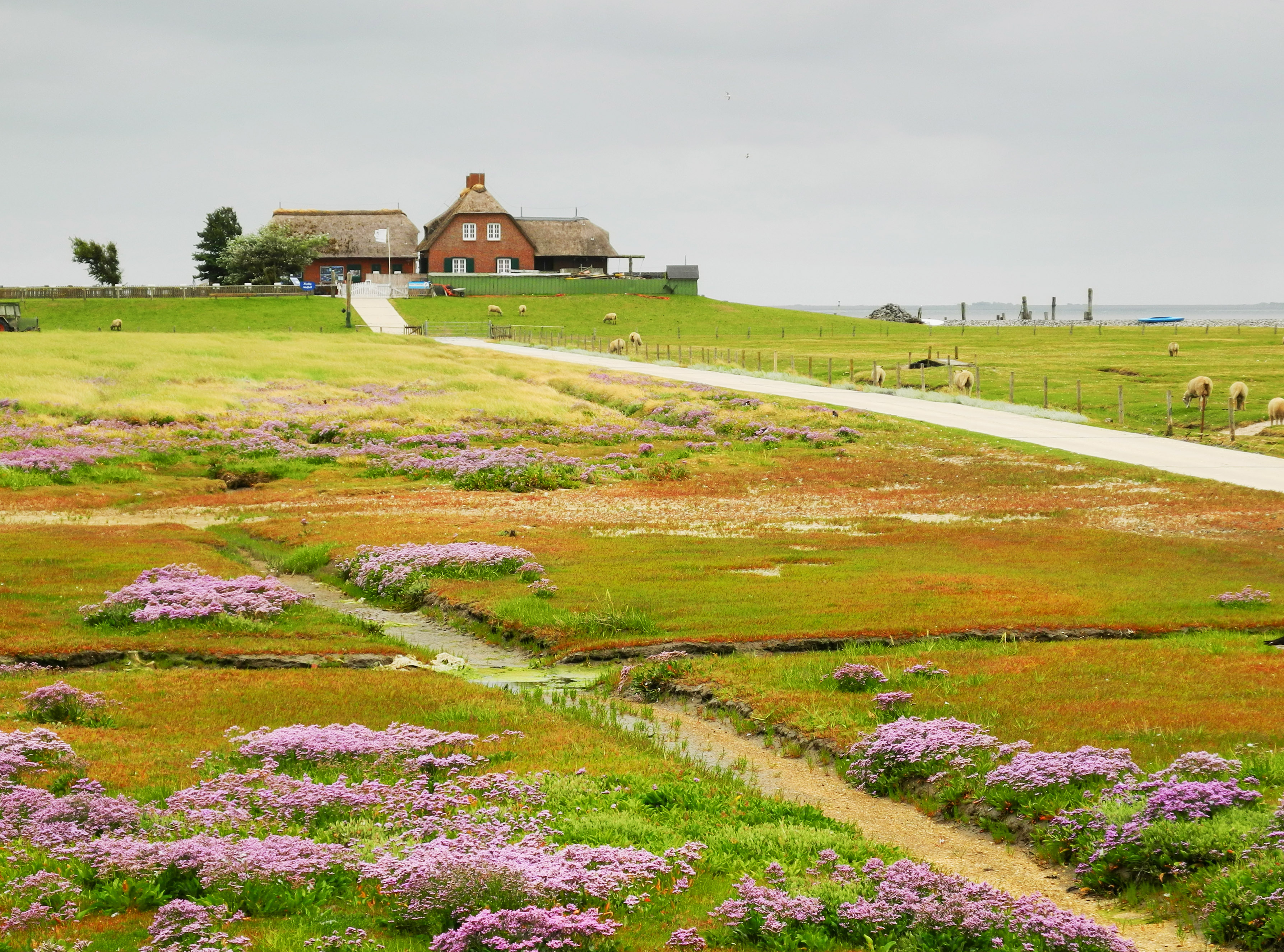
Hallig Südfall
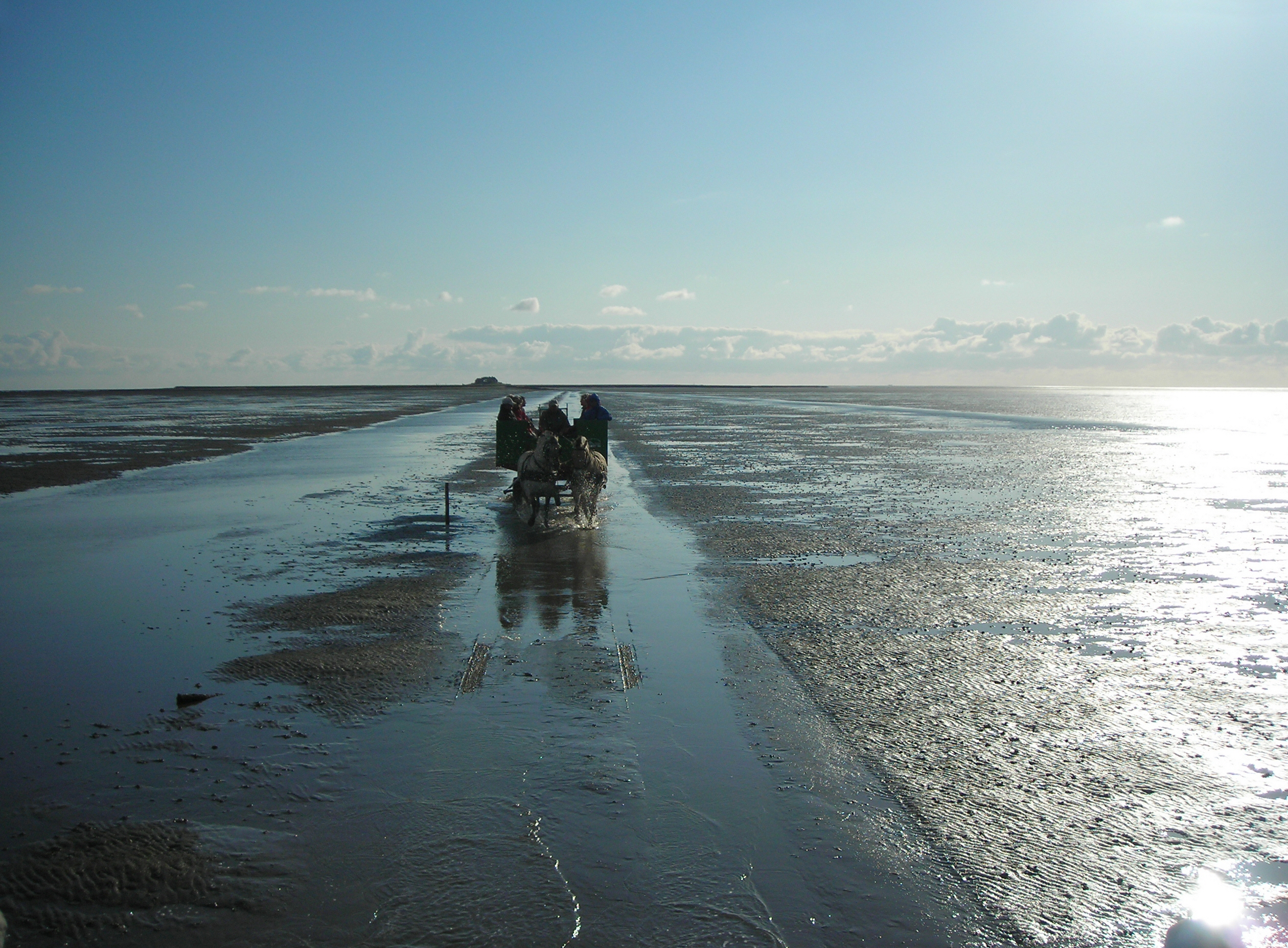
Fahrt zur Hallig Südfall bei Ebbe
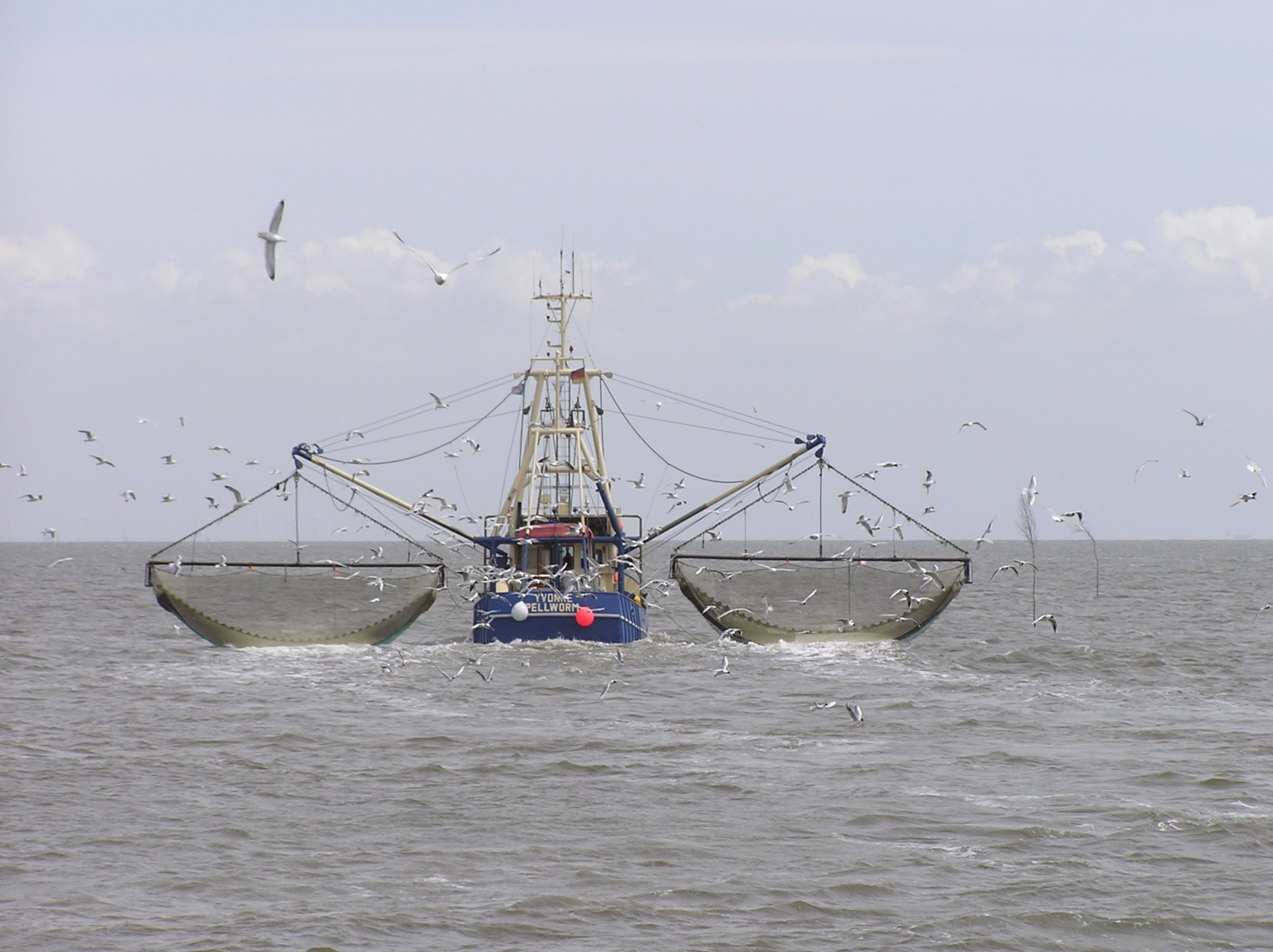
Krabbenkutter bei Südfall